# Ola Bauer
Ola Bauer, född 24 juli 1943, död 12 juni 1999, var en norsk författare. Han debuterade 1976 med romanen Graffiti, under namnet Jo Vendt. Bland hans mest kända böcker märks Humlehjertene (1980), Rosapenna (1983) och Metoden (1985).

## Priser och utmärkelser
- Gyldendals legat 1992
- Oktoberpriset 1993
- Doblougska priset 1998